# بريندا س. بارنز
بريندا س. بارنز (بالإنجليزية: Brenda C. Barnes)‏ هي سيدة أعمال أمريكية، ولدت في 11 نوفمبر 1953 في شيكاغو في الولايات المتحدة، وتوفيت في 17 يناير 2017 في نابرفيل في الولايات المتحدة بسبب سكتة.

## وصلات خارجية
- بريندا س. بارنز على موقع إن إن دي بي (الإنجليزية)